# Achriesgill
Achriesgill (Schots-Gaelisch: Achadh Rìdhisgil) is een dorp dat ligt aan Loch Inchard in Sutherland in de Schotse Hooglanden.